# Калмар (тауншип, Миннесота)
Калмар (англ. Kalmar) — тауншип в округе Олмстед, Миннесота, США. На 2000 год его население составило 1196 человек.

## География
По данным Бюро переписи населения США площадь тауншипа составляет 88,3 км², из которых 88,3 км² занимает суша, водоёмов нет.

## Демография
По данным переписи населения 2000 года здесь находились 1196 человек, 418 домохозяйств и 349 семей.  Плотность населения —  13,5 чел./км².  На территории тауншипа расположена 431 постройка со средней плотностью 4,9 построек на один квадратный километр. Расовый состав населения: 98,49 % белых, 0,84 % афроамериканцев, 0,08 % коренных американцев, 0,17 % азиатов, 0,25 % — других рас США и 0,17 % приходится на две или более других рас. Испанцы или латиноамериканцы любой расы составляли 0,33 % от популяции тауншипа.
Из 418 домохозяйств в 37,3 % воспитывались дети до 18 лет, в 76,8 % проживали супружеские пары, в 3,1 % проживали незамужние женщины и в 16,5 % домохозяйств проживали несемейные люди. 12,9 % домохозяйств состояли из одного человека, при том 3,6 % из — одиноких пожилых людей старше 65 лет. Средний размер домохозяйства — 2,85, а семьи — 3,13 человека.
26,5 % населения — младше 18 лет, 8,4 % — в возрасте от 18 до 24 лет, 27,8 % — от 25 до 44, 29,5 % — от 45 до 64, и 7,9 % — старше 65 лет. Средний возраст — 39 лет. На каждые 100 женщин приходилось 107,3 мужчин.  На каждые 100 женщин старше 18 приходилось 107,8 мужчин.
Средний годовой доход домохозяйства составлял 64 792 доллара, а средний годовой доход семьи —  67 125 долларов. Средний доход мужчин —  41 477  долларов, в то время как у женщин — 28 984. Доход на душу населения составил 24 860 долларов. За чертой бедности находились 3,9 % семей и 4,5 % всего населения тауншипа, из которых 6,1 % младше 18 и 7,3 % старше 65 лет.